# Орки (прізвисько)

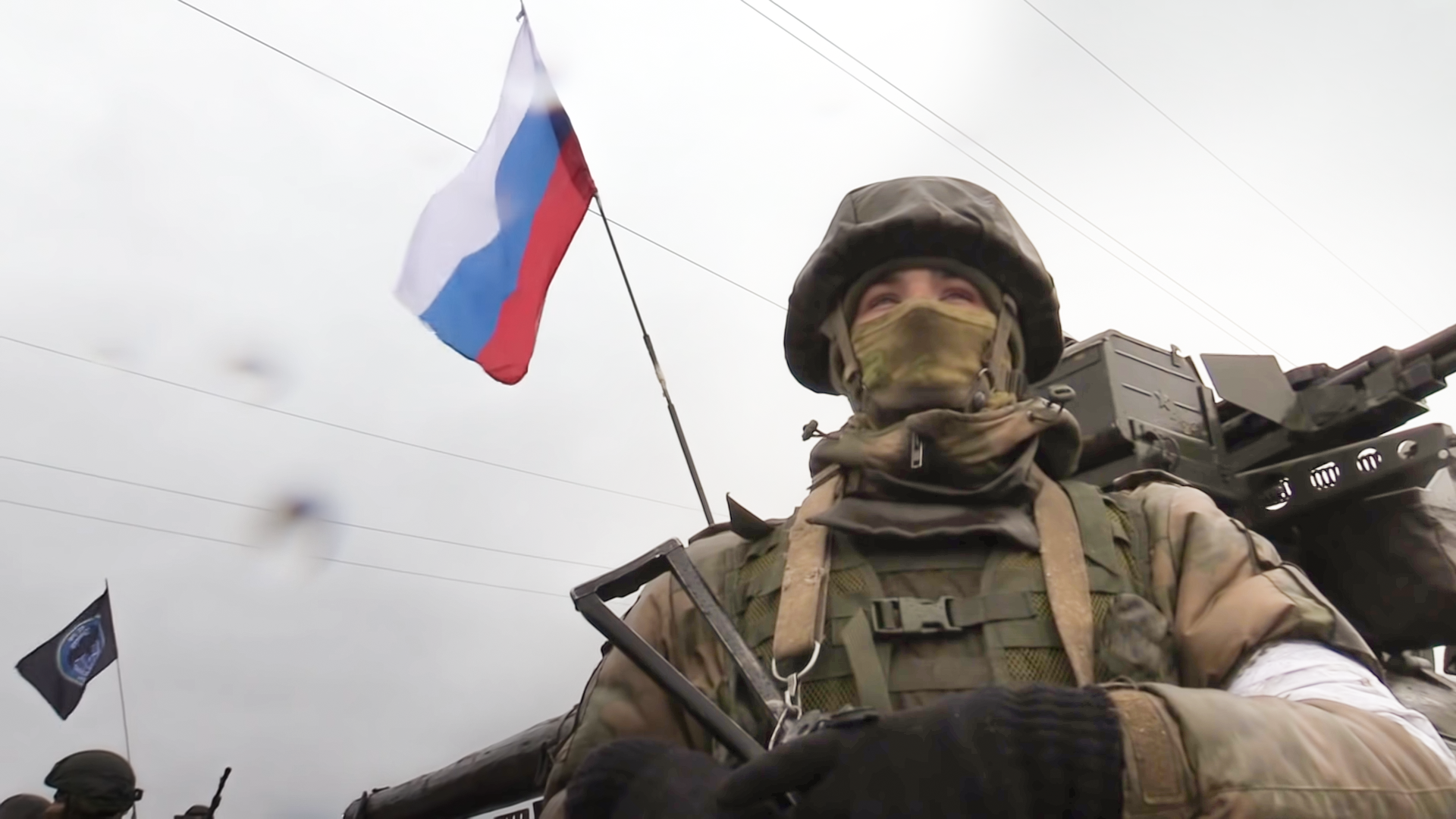
Російський солдат у Новоайдарі, 6 березня 2022 року

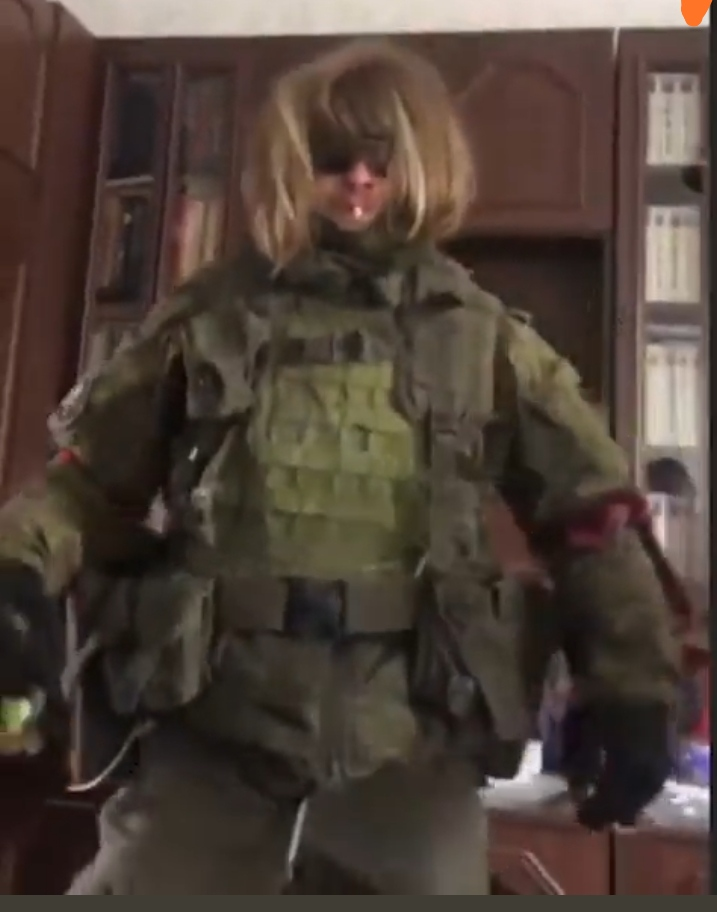
Російський солдат, вдерся в квартиру українця та кривляється на камеру своїми злочинними діями. Березень 2022 року

«Орки» — принизливий термін (етнофолізм), яким зазвичай українці називають російських солдатів, залучених у вторгненні в Україну, а також для обозначення звичайних росіян, що підтримують вторгнення. Був створений за аналогією однойменних вигаданих людиноподібних монстрів із фантастичного роману Джона Рональда Руела Толкіна «Володар перснів».

## Використання
З самого початку російсько-української війни у 2014 році українці використали цей термін для опису та демонізації російських сил та тактики. У ході вторгнення Росії в Україну у 2022 році українці стали масово застосовувати термін «орки» стосовно російських військовослужбовців. Видання Meduza зазначає, що прізвисько «орки» остаточно стало зневажливою назвою російської армії 25 лютого - тоді воно з'явилося на офіційній сторінці Сухопутних військ України. Видання Al Jazeera English та Politico включили термін як приклад «нової мови війни в Україні».
Згідно з оцінкою видання Courthouse News Service, прізвисько є частиною української пропаганди. Термін використовується українськими вищими посадовими особами, військовими та ЗМІ, а також використовується в офіційних доповідях Міністерства оборони України. Наприклад, на початку березня 2022 року в окупованому російськими військами місті Мелітополі демонстранти протестували проти «мародерства орків». 8 квітня голова Сумської облдержадміністрації Дмитро Живицький оголосив, що його область тепер «вільна від орків». Наступного дня за ним пішов мер Макарова Вадим Токар, який заявив, що тіла 132 мирних жителів було знайдено і що їх було «вбито російськими орками».

## Критика
Мік Раян у статті для Australian Broadcasting Corporation зазначає, що Україна, називаючи російських солдатів «орками», займається дегуманізацією. Таку ж думку має видання Meduza. Литовський вчений і громадський діяч Томас Венцлова в інтерв'ю заявив: «Я не називатиму росіян рашистами чи орками — це нелюдяно».
Британський журнал The Spectator порівняв «жорстокість і хаотичність» російських військ з орками Толкіна і зазначив, що використання цього терміна може бути не просто випадковою образою, а результатом проведення аналогії між конфліктом Середзем'я та геополітикою реального світу.

## У мистецтві
- Гімн приречених (Гойда, орки!)[ru] — антивоєнна пісня і флешанімаційний кліп російського рок-гурту «Ногу свело!», написаний у 2022 році та присвячений російським солдатам та росіянам, які підтримують вторгнення Росії в Україну. Відеокліп створений мультиплікатором Олегом Куваєвим, творцем мультфільму «Масяня».